# Gustavo Boldrini
Gustavo Boldrini (Venezia, 2 settembre 1927 – Salsomaggiore Terme, 2 giugno 1987) è stato un pittore italiano.

## Biografia
Nasce nel 1927, a Venezia, nel sestiere di Cannaregio . La sua pittura, dopo un avvio sperimentale viene definita; "... non esente da tentazioni astrattistiche, il cui tratto distintivo si concentra in una ricerca “espressionista”, alternando accensioni cromatiche fauviste, a studi di paesaggio quasi monocromi, a severe composizioni di figura, dai quali traspare la sensibilità dell'artista per le tematiche sociali ed esistenziali".
Nei suoi quadri è evidente la ricerca espressiva di quella generazione di artisti, usciti dalla seconda guerra mondiale, desiderosi di rappresentare gli orrori della guerra e la necessità della nascita di un nuovo mondo dove vivere. Negli anni della formazione veneziana infatti stringe fraterna amicizia con Bepi Longo, Giovanni Pontini, ma anche con Raoul Schultz, Angelo Caramel, Bruno Colussi, Girolamo De Stefani, soprattutto con Carlo Hollesch. I suoi quadri, a volte privi di colore, soprattutto quelli degli anni '50, esprimono la fatica e l'anima dell'Italia del tempo che prova a ricostruirsi dopo le devastazioni della guerra. La sua pittura è sintetica, racconta con pochi tratti di pennello l'angoscia del vivere. Le sue donne, con gli occhi aperti, spesso accennati con un solo tratto di pennello, sembrano sempre in attesa che accada qualcosa. Tutta la sua ricerca pittorica, sottolineano critici come Federico Castellani, è sempre coerente, ricca di temi ripetuti, quali architetture squadrate e sintetiche, vedute di città, spesso Venezia, che esprimono un'angoscia interiore,e, per tale ragione, spesso dipinte in bianco e nero. Una pittura, quella di Gustavo Boldrini, che tende alla sintesi formale, in cui gli oggetti e i personaggi sono rappresentati con grande libertà lirica e narrativa, espressionistica, che si caratterizza per tratti essenziali ed inconfondibili del suo stile, tanto da fare affermare allo stesso Castellani che " ... un suo quadro viene subito individuato. Non c'è bisogno di cercare la firma.". Muore il 2 giugno 1987.

### Mostre e esposizioni
Le opere di Boldrini sono state esposte in molte mostre collettive, tra le quali vanno ricordate: nel 1955, a Parigi, la mostra del "VI° Salon de la Jeune Peinture e sempre nello stesso anno quella della "XIX Biennale Nazionale d'Arte Città di Milano", presso il Palazzo della Permanente; tra il 1955 ed il 1956, a Roma, la mostra della "VII° Quadriennale nazionale d'arte"; nel 1956 a Venezia, la mostra della "Biennale d'arte di Venezia" . Inoltre vanno ricordate la partecipazione a quattro edizioni della "Biennale d’Arte Triveneta" dal 1953, X° edizione, al 1959, XIII° edizione e la partecipazione nel 1959 ad un'edizione della "Biennale nazionale" di San Marino.
All'autore sono state dedicate diverse mostre personali tra cui spiccano le moltissime presso la Fondazione Bevilacqua La Masa nel 1951, nel 1952, nel 1957, nel 1966 e infine nel 1981;
Dopo la morte i suoi lavori sono esposti molte volte tra le varie mostre vanno ricordate: nel 2008 la mostra antologica dal titolo, "Ritorno a Venezia", tenuta presso la Scuola Grande di San Giovanni Evangelista; nel 2011 a Pordenone la mostra dal titolo, "Percorsi tra le Biennali 1948-1968", tenuta presso la Galleria d'arte Moderna e Contemporanea Armando Pizzinato organizzata per ricordare la presenza degli artisti veneti e triestini alle Biennali veneziane.; nel 2013 la mostra personale tenuta presso l'associazione culturale "Le muse" a Vicenza, dal titolo "Ricordando Gustavo Boldrini"; nel 2015 la mostra "Omaggio a Boldrini", tenuta presso la "Galleria delle Cornici" al Lido di Venezia, con opere di Boldrini presenti nella collezione Gemolo, nel 2017 presso la galleria "La teca" mostra retrospettiva in ricordo a trent'anni dalla morte dal titolo GUSTAVO BOLDRINI, PITTORE VENEZIANO. Nel dicembre 2018 presso la Galleria Sant'Andrea di Parma in collaborazione con l'Archivio Gustavo Boldrini si è tenuta la mostra "I Boldrini di Gustavo Boldrini - La collezione privata" dove sono state esposte numerose opere provenienti dalla collezione privata dell'Artista e che la Vedova ha donato all'Archivio. Nell'occasione è stato pubblicato a cura di Maria Palladino e Roberto Ravanetti un corposo catalogo contenente tutte le opere su tela dell'intera collezione.

### Premi
Gustavo Boldrini ha ricevuto numerosi premi, tra i quali vale la pena ricordare: nel 1952, il 1º premio per la pittura alla "39° Collettiva Bevilacqua La Masa" oltre a numerosi altri premi conseguiti dalla stessa fondazione nel 1953, 1954, 1955, 1956; nel 1953 il 1º premio alla "Biennale del triveneto" ; nel 1955, a Parigi, la segnalazione al "VI° Salon de la Jeune Peinture"; nel 1961 il premio “Leone San Marco – Silver “VENEZIA; nel 1975 il premio "Pittura, PARIGI UNESCO" ; Nel 1977, a Londra, il premio “Queen silver jubilee”.

### Musei
Numerosi musei, collezioni private ed istituzioni conservano sue opere tra le quali la già citata collezione Gemolo, 4 opere presso la Galleria internazionale d'arte moderna (Venezia) Ca' Pesaro, il museo di storia patria di Trieste, la civica pinacoteca di palazzo Chiericati a VIcenza, la collezione di Giovanni Ciusa Romagna le cui opere sono state esposte alla mediateca di Olbia nel 2010 e molte altre.

### Archivio
Per volontà della Vedova è stato costituito l'archivio Gustavo Boldrini curato da Roberto Ravanetti.